# Mathis Doctor
La Doctor era un'autovettura di fascia medio-alta prodotta tra il 1912 e il 1914 dalla Casa automobilistica francese Mathis.

## Profilo
Nel 1912 fu lanciata la Mathis 14CV Type BM-70, più comunemente nota come Doctor. Prodotta come torpedo a due posti, la Doctor andò a inserirsi nella gamma Mathis tra la Sihtam da 2.3 litri e la Populaire da 1.5 litri. Con quest'ultima, la Doctor condivideva lo stesso telaio da 2.4 m di interasse.
La Doctor montava un motore a 4 cilindri da 1846 cm³ di cilindrata. La potenza massima era di 22 CV. La trasmissione era a giunto cardanico con differenziale al retrotreno. L'impianto frenante agiva su di essa e sulle ruote posteriori.
La frizione era a cono in cuoio, la trazione era posteriore ed il cambio era a 3 marce.
Fu sostituita nel 1919 dalla Mathis Type OB.